# Chinland FC
Der Chinland Football Club, auch als Gospel For Asia Football Club bekannt, ist ein Fußballverein aus Myanmar. Der Verein ist im Chin-Staat beheimatet und spielt in der zweiten Liga, der MNL-2.
2019 wurde der Verein von GFA FC (Gospel For Asia) in Chinland Football Club umbenannt.

## Erfolge
- MNL-2: 2016 (Vizemeister)

## Stadion
Der Verein trägt seine Heimspiele im Hakha Stadium in Hakha aus. Die Spielstätte hat ein Fassungsvermögen von 10.000 Zuschauern.
Koordinaten: 22° 38′ 40,8″ N, 93° 36′ 55,4″ O

## Trainer seit 2017
| Name                 | Zeit bei Chinland FC | Zeit bei Chinland FC |
| Name                 | von                  | bis                  |
| -------------------- | -------------------- | -------------------- |
| U Thar Kyaw          | 1. Januar 2017       | 12. Mai 2019         |
| U Phone Naing        | 1. Juni 2019         | 25. Juli 2022        |
| U KB Siang Cung Lian | 25. Juli 2022        | heute                |